# Ganggrab Ølhøigaard
Das Ganggrab Ølhøigaard (dänisch Ølhøigaard Jættestue) war eine megalithische Grabanlage der jungsteinzeitlichen Nordgruppe der Trichterbecherkultur im Kirchspiel Blistrup in der dänischen Kommune Gribskov. Es wurde um 1930 zerstört.

## Lage
Das Grab lag südlich von Smidstrup auf einem Feld nördlich des Ebholmvej. In der näheren Umgebung gibt bzw. gab es zahlreiche weitere megalithische Grabanlagen. Erhalten sind noch der Ølshøj und der Digeshøi.

## Forschungsgeschichte
Das Grab wurde 1886 von Mitarbeitern des Dänischen Nationalmuseums dokumentiert. Bei einer erneuten Aufnahme der Fundstelle im Jahr 1937 wurde festgestellt, dass die Anlage um 1930 zerstört worden war.

## Beschreibung
Die Anlage besaß eine kleine flache Hügelschüttung, deren genaue Form und Maße nicht überliefert sind. Darin befand sich eine nord-südlich orientierte Grabkammer, die als Ganggrab anzusprechen ist. 1886 waren nur die Oberseiten von vier Wandsteinen erkennbar, die aus der Hügelschüttung ragten. An der Mitte der östlichen Langseite befand sich der in Resten erhaltene ost-westlich orientierte Zugang zur Kammer. Die Maße der Kammer und des Gangs sind nicht überliefert.